# Ræhr
Ræhr er en lille by i Thy med 503 indbyggere  (2024), beliggende i Ræhr Sogn fire kilometer sydøst for Hanstholm og 17 kilometer nord for Thisted.
Ræhr ligger i Region Nordjylland og hører til Thisted Kommune.
I byen finder man bl.a. Ræhr Stadion, Ræhr Skole, Ræhr Fiskepark og Ræhr Kirke.

## Eksterne Henvisninger
- Thisted Kommune